# Schule (Horsten)

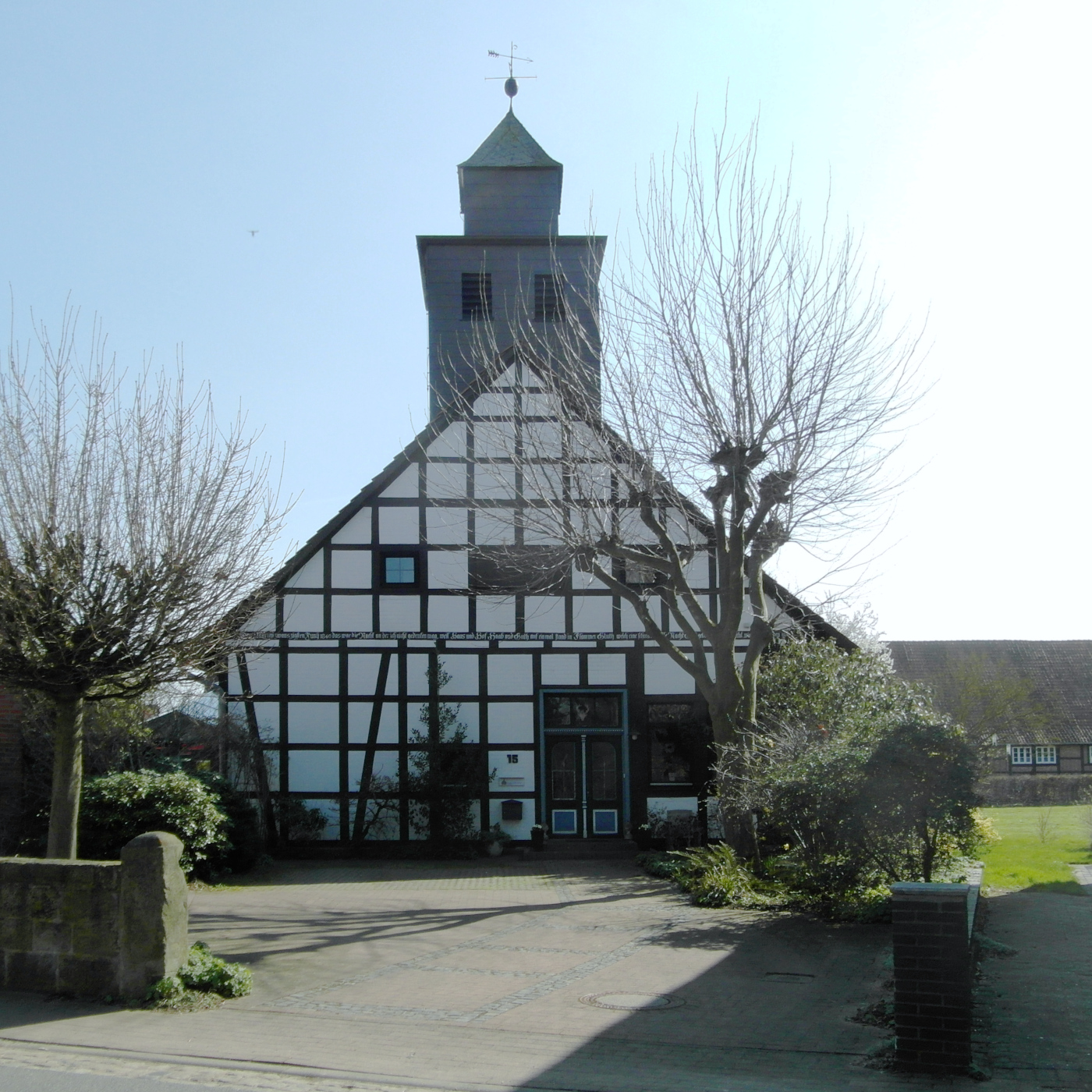
Die ehemalige Schule in Horsten

Die ehemalige Schule ist ein denkmalgeschütztes Gebäude in Horsten, einem Stadtteil von Bad Nenndorf im Landkreis Schaumburg in Niedersachsen. Das jüngste, aber einzig erhaltene, der über die Jahrhunderte in Horsten als Schule genutzten Gebäude wird auch als die Alte Schule bezeichnet.

## Geschichte

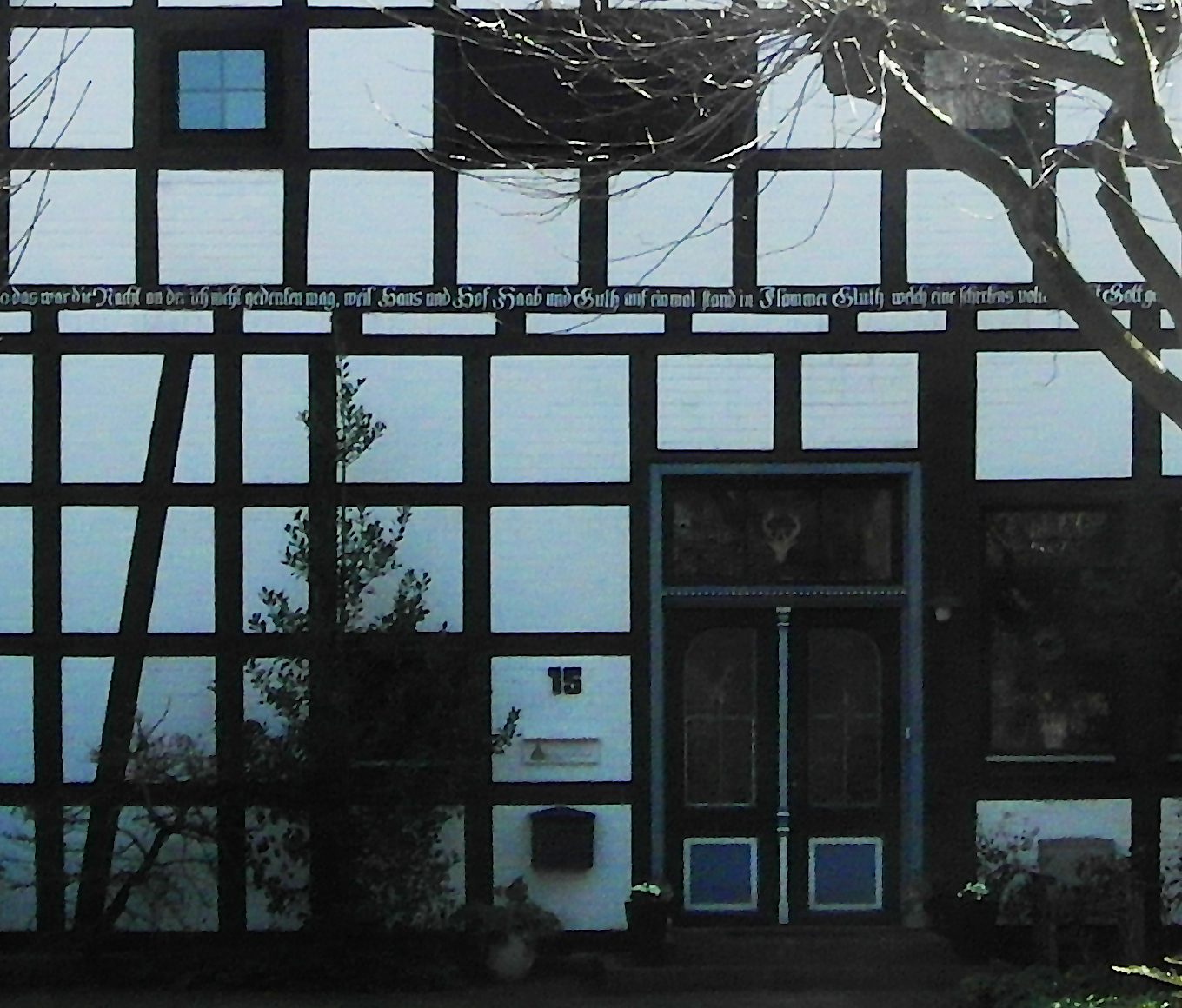
Teil der Inschrift über der Haustür

### Das Grundstück
Das spätere Schulgrundstück war bereits im Jahr 1775 eine Hofstelle, auf der eine Schmiede stand.
Wie auch die einzeilige Inschrift am heutigen Giebelbalken berichtet, brannte das alte Anwesen im Jahr 1840 nieder.

„Den Vierrenzwanszigsten Junij 1840 das war die Nacht an der ich nicht gedenken mag, weil Haus und Hof Haab und Guth auf einmal stand in Flammer Gluth welch eine schreckens volle Nacht Gott gebe das ich sie nicht wieder so erleben mag“

#### Brandstiftung und Mord
Entweder gemäß der Inschrift am 24. Juni 1840, oder aber während am 20. August 1840 in Nenndorf der Geburtstag von Kurprinz Friedrich Wilhelm mit einem Feuerwerk gefeiert wurde, verbrannte in Horsten das Haus des Hufschmiedemeisters Bruns.
Am 2. November konnte Bruns dafür bei der Landesbrandkasse in Rodenberg 850 Taler Entschädigung abholen. Sein in diesem Ort als Provisor beschäftigter Stiefsohn Heinrich Hattendorf machte ihn betrunken, folgte ihm auf dem Heimweg und tötete Bruns mit mehreren Beilhieben und Dolchstichen. Hattendorf raubte den mitgeführten Beutel mit Gold- und Silbermünzen und vergrub seine Beute in Rodenberg.

#### Der Täter
Der Täter wurde durch Blut an seiner von ihm im Rodenberger Stadtgraben versenkten Tatkleidung überführt und in den Kerker gesperrt. Er sägte das Gitter durch, entkam und hielt sich eine lange Zeit versteckt.
Inzwischen war die vergrabene Beute durch Dritte gestohlen worden. Daher versuchte sich Hattendorf als Falschmünzer. Er wurde schließlich gefangen genommen und in Rinteln zu einer „Zuchthausstrafe von 15 Jahren und wegen Raubmordes zum Tode durch das Schwert“ verurteilt. Er floh nochmals, wurde wieder nach einiger Zeit wieder gefasst und starb 1848 im Gefängnis.

### Horstens neue Schule

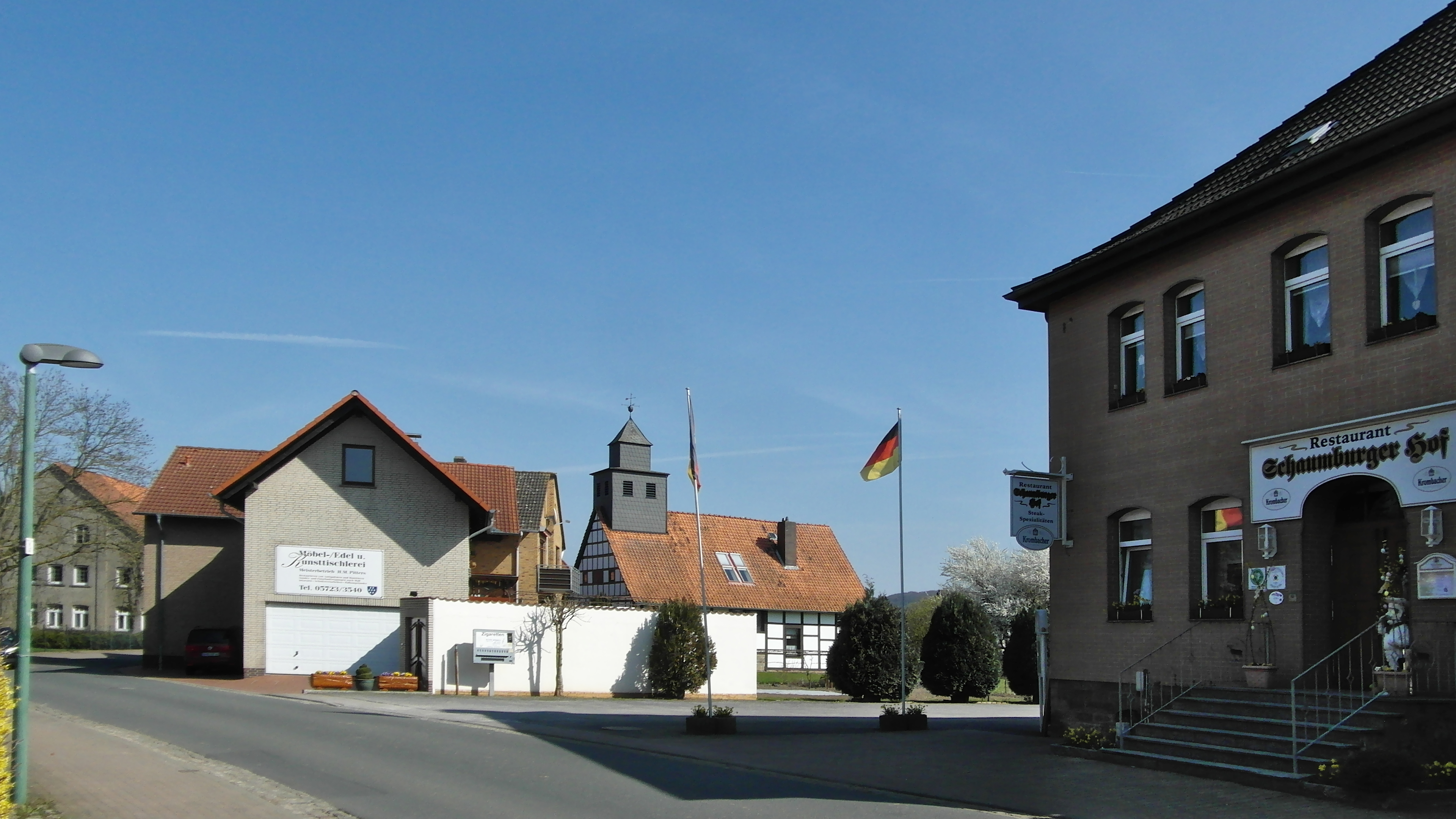
Ortsblick mit Schule in Horsten

Das abgebrannte Gebäude war noch 1840 wieder aufgebaut worden. Im Jahr 1844 wanderten seine letzten Bewohner in die USA aus. Die Gemeinde Horsten übernahm das Anwesen. Das Nebengebäude wurde mit einem kleinen Grundstücksteil weiterverkauft.
In der Grafschaft Schaumburg-Lippe gab es seit 1713 eine sechsjährige Schulpflicht. Das bisherige Schulhaus auf seinem Grundstück gegenüber dem heutigen Schaumburger Hof galt damals als zu klein und die Gemeinde suchte eine kostengünstige Lösung.
Das 1840 errichtete Vierständergebäude wurde zu einem Schulhaus mit Lehrerwohnung umgebaut. Der Pferdestall wurde Klassenraum der Klassen 1 und 2, der Kuhstall Klassenraum der Klassen 3 bis 8.
Im Jahr 1902 wurde das Schulhaus umgebaut. Das Klassenzimmer musste vergrößert werden, da es zeitweise über 50 Schüler gab. Dazu wurde die Diele verkleinert und das Dielentor durch eine Haustür ersetzt. Für den Schweinestall des Lehrers und die für Lehrer und Schüler getrennten Aborten wurde ein Nebengebäude errichtet.

### Wohnhaus
Nach der Eingemeindung von Horsten nach Bad Nenndorf und der Schließung der einklassigen Volksschule Horsten wurde 1977 erwogen, das Schulgebäude abzureißen und durch einen freistehenden Glockenturm zu ersetzen.
1978 wurde das Gebäude verkauft und zu einem Wohnhaus umgebaut, dabei wurde im Inneren der Klassenraum beseitigt und die historische Struktur eines Vierständerhauses wieder hergestellt.

### Glockenturm
Nachdem im Jahr 1875 für Horsten ein eigener Friedhof angelegt worden war, wurde 1892 auf dem Schulgebäude ein Glockenturm mit einer Bronzeglocke errichtet, um zu Beisetzungen läuten zu können.
Das Läuten übernahm zunächst der Lehrer und später die Bewohner des Nachbarhauses.
Die 1892 beschaffte Glocke trug die Inschrift

„Ich rufe euch, um Gott zu ehren.
Ich rufe euch in Freud und Leid. Wenn ich an eurem Grab ertöne, seid
ihr schon in der Ewigkeit.
Die Toten geleite ich, die Lebenden rufe ich“

Die Bronzeglocke wurde im Januar 1942 zur Einschmelzung abgeliefert.
1948 wurde der Glockenturm umgebaut. Zwei neue, von J. F. Weule aus Bockenem gefertigte, Stahlglocken wurden aufgehängt und zum Advent 1848 erstmals geläutet.
Die Verkaufsausschreibung 1978 sah vor, den Glockenturm mit den beiden Glocken zu erhalten und das Läuten dreimal täglich zuzulassen. Werktags um 7, 12 und 18 Uhr wird elektronisch geläutet.

## Chronik
Die Schulchronik der Schule Horsten befindet sich im Niedersächsischen Landesarchiv am Standort Bückeburg.